# UCI Àsia Tour 2020
L'UCI Àsia Tour 2020 és la setzena edició de l'UCI Àsia Tour, un dels cinc circuits continentals de ciclisme de la Unió Ciclista Internacional. Està format per una trentena de proves, organitzades del 2 de novembre de 2019 al 18 d'octubre de 2020 a Àsia.
La pandèmia per coronavirus obligà a suspendre un bon nombre de curses de la temporada.

## Evolució del calendari

### Novembre 2019
| Data  | Cursa                | País            | Cat. | Vencedor         | Equip                 | Ref.  |
| ----- | -------------------- | --------------- | ---- | ---------------- | --------------------- | ----- |
| 2-10  | Tour de Singkarak    | Indonèsia       | 2.2  | Jesse Ewart      | Sapura                | [ 2 ] |
| 8-10  | Tour de Quanzhou Bay | R.P. de la Xina | 2.2  | Ryan Cavanagh    | St George Continental |       |
| 10    | Tour d'Okinawa       | Japó            | 1.2  | Nariyuki Masuda  | Utsunomiya Blitzen    | [ 3 ] |
| 17-23 | Tour de Fuzhou       | R.P. de la Xina | 2.1  | Artur Fedosseyev | Shenzhen Xidesheng    |       |

### Desembre 2019
| Data  | Cursa            | País     | Cat. | Vencedor     | Equip  | Ref. |
| ----- | ---------------- | -------- | ---- | ------------ | ------ | ---- |
| 18-22 | Tour de Selangor | Malàisia | 2.1  | Marcus Culey | Sapura |      |

### Gener
| Data | Cursa                     | País     | Cat. | Vencedor          | Equip | Ref.  |
| ---- | ------------------------- | -------- | ---- | ----------------- | ----- | ----- |
| 4-6  | Cambodia Bay Cycling Tour | Cambodja | 2.2  | Ariya Phounsavath | Laos  | [ 4 ] |

### Febrer
| Data | Cursa                 | País           | Cat. | Vencedor     | Equip           | Ref.  |
| ---- | --------------------- | -------------- | ---- | ------------ | --------------- | ----- |
| 4-8  | Tour d'Aràbia Saudita | Aràbia Saudita | 2.1  | Phil Bauhaus | Bahrain-McLaren | [ 5 ] |

### Març
| Data | Cursa          | País   | Cat. | Vencedor       | Equip      | Ref.  |
| ---- | -------------- | ------ | ---- | -------------- | ---------- | ----- |
| 1-5  | Tour de Taïwan | Taiwan | 2.2  | Nicholas White | BridgeLane | [ 6 ] |

### Octubre
| Data | Cursa             | País      | Cat. | Vencedor         | Equip    | Ref. |
| ---- | ----------------- | --------- | ---- | ---------------- | -------- | ---- |
| 6-11 | Tour de Tailàndia | Tailàndia | 2.1  | Nikodemus Holler | Bike Aid |      |

## Classificacions
- Nota: classificacions definitives a 10 de novembre.[7][8]

| #  | Ciclista                 | Equip                    | Punts |
| -- | ------------------------ | ------------------------ | ----- |
| 1  | Alexey Lutsenko          | Astana                   | 531   |
| 2  | Yevgeniy Fedorov*        | Vino-Astana Motors       | 221   |
| 3  | Hideto Nakane            | Nippo Delko One Provence | 147   |
| 4  | Sarawut Sirironnachai    | Thailand Continental     | 146   |
| 5  | Artur Fedosseyev         | Ningxia Sports Lottery   | 136   |
| 6  | Thanakhan Chaiyasombat*  | Thailand Continental     | 124   |
| 7  | Daniil Pronskiy*         | Vino-Astana Motors       | 116   |
| 8  | Ilya Davidenok           | Ningxia Sports Lottery   | 114   |
| 9  | Peerapol Chawchiangkwang | Thailand Continental     | 95    |
| 10 | Muradjan Khalmuratov     |                          | 75    |

| #  | Equip                                   | Punts  |
| -- | --------------------------------------- | ------ |
| 1  | Team Sapura Cycling                     | 1.113  |
| 2  | Terengganu Inc-TSG Cycling Team         | 864    |
| 3  | Vino-Astana Motors                      | 465    |
| 4  | Thailand Continental Cycling Team       | 456    |
| 5  | Ningxia Sports Lottery Continental Team | 264    |
| 6  | Yunnan Lvshan Landscape                 | 254.34 |
| 7  | Hengxiang Cycling Team                  | 153    |
| 8  | SSOIS Miogee Cycling Team               | 118    |
| 9  | Utsunomiya Blitzen                      | 77     |
| 10 | HKSI Pro Cycling Team                   | 72     |

| #  | País            | Punts |
| -- | --------------- | ----- |
| 1  | Kazakhstan      | 1.296 |
| 2  | Tailàndia       | 530   |
| 3  | Japó            | 434   |
| 4  | Mongòlia        | 351   |
| 5  | Malàisia        | 262   |
| 6  | R.P. de la Xina | 231   |
| 7  | Qatar           | 188   |
| 8  | Corea del Sud   | 178   |
| 9  | Uzbekistan      | 172   |
| 10 | Indonèsia       | 86    |

| #  | País            | Punts |
| -- | --------------- | ----- |
| 1  | Kazakhstan      | 433   |
| 2  | Tailàndia       | 248   |
| 3  | Malàisia        | 179   |
| 4  | Mongòlia        | 85    |
| 5  | R.P. de la Xina | 73    |
| 6  | Uzbekistan      | 64    |
| 7  | Corea del Sud   | 55    |
| 8  | Indonèsia       | 15    |
| 9  | Filipines       | 12    |
| 10 | Qatar           | 5     |